# Rakel Peña
Rakel Consuelo Peña Somavilla, conocida como Rakel Peña (Vitoria, 1964) es una política abertzale, ex-parlamentaria vasca (1998-2001 y 2004-05) por Herri Batasuna, Euskal Herritarrok y Sozialista Abertzaleak.

## Trayectoria
Rakel Peña, natural de la ciudad Vitoria, es de oficio administrativa. En 1998 tras ser encarcelada la Mesa Nacional de Herri Batasuna, Rakel Peña fue elegida por la coalición abertzale para sustituir como parlamentaria vasca a Mati Iturralde, una de las parlamentarias que habían sido encarceladas e inhabilitadas por el Tribunal Supremo. Por aquel entonces, Peña era una político poco conocida por la opinión pública vasca, que procedía de Egizan, la organización feminista de la izquierda abertzale. Durante unos meses ejerció como portavoz de su grupo parlamentario. 
En 1998 fue una de las promotoras de la plataforma electoral Euskal Herritarrok, de la que figuró como candidata por Álava al Parlamento Vasco. En las elecciones autonómicas de 1998 salió elegida parlamentaria. Peña se mantendría en el cargo hasta 2001, pero no sería reelegida en las siguientes elecciones autonómicas de 2001, debido al fuerte descenso de votos de Euskal Herritarrok. En esta legislatura (1998-2001) fue la vicepresidenta segunda del Parlamento Vasco.
En 2001 su nombre figura como el de uno de los promotores de Batasuna, formación política surgida por la refundación de Herri Batasuna. Peña fue elegida como una de las integrantes de la Mesa Nacional de Batasuna. Con posterioridad no fue renovada como miembro de la Mesa Nacional.
En 2004, su compañero de partido Antton Morcillo dimitió de su cargo por motivos personales, lo que hizo que Peña, la siguiente de la lista, accediera al cargo de parlamentaria por tercera legislatura consecutiva. Esta vez lo hizo en el seno del grupo Sozialista Abertzaleak. Estuvo en el cargo hasta el final de la legislatura.